# الدوري الأردني 1999
الدوري الأردني لعام 1999 كان الموسم التاسع والأربعون للدوري الأردني الممتاز، دوري الدرجة الأولى لأندية كرة القدم الأردنية. فاز الفيصلي بالبطولة، بينما هبط كفرسوم والعربي والبقعة والطرة. شارك ما مجموعه 12 فريق.